# Bataille de Chelsea Creek
Guerre d'indépendance des États-Unis
Batailles
Campagne de Boston :
- Powder Alarm
- Suffolk Resolves
- Lexington et Concord
- Boston
- Thompson's War (en)
- Menotomy (en)
- Fairhaven
- Chelsea Creek
- Machias
- Bunker Hill
- Gloucester
- St. John (en)
- Falmouth
- Charlottetown (en)
- Expédition Knox
- Dorchester Heights

La bataille de Chelsea Creek est une bataille de la campagne de Boston lors de la guerre d'indépendance des États-Unis. Elle a eu lieu les 27 et 28 mai 1775 à Chelsea Creek, c'est-à-dire des marais, des vasières et les îles du Boston Harbor, au nord-est de la péninsule de Boston. La plupart de ces zones ont depuis été unie au continent et font désormais partie de East Boston, Chelsea, Winthrop et Revere dans le Massachusetts.
Les américains ont atteint leur objectif de renforcer le siège de Boston en enlevant le bétail et le foin stockés sur les îles à la portée des troupes britanniques. Le navire HMS Diana a également été détruit et son armement a été récupéré.